# Loma del Toro
De Loma del Toro (berg van de Stier) is, met een hoogte van 2.367 m, de hoogste berg in de Sierra de Baoruco, provincie Pedernales in de Dominicaanse Republiek, op de grens met Haïti, ter hoogte van Parque Nacional Sierra De Baoruco.
Door de constructie van Sierra de Baoruco is de berg slecht toegankelijk en is er geen menselijke bewoning.
De Loma del Toro is een van de weinige gebieden waar de zwartkapstormvogel (Pterodroma hasitata) nog leeft. In 2011 en 2012 heeft de natuurgroep Grupo Jaragua, onder leiding van Ernst Rupp en Esteban Garrido, in het broedseizoen, onderzoek gedaan naar de toestand en broedresultaten van de populatie in de Dominicaanse Republiek en Haïti.
Andere locaties in de Dominicaanse Republiek, die met de naam Loma del Toro worden aangegeven, zijn:
- Baní, Espaillat, Puerto Plata, Samaná, San Juan.

Antigua en Barbuda · Bahama's · Barbados · Belize · Canada · Costa Rica · Cuba · Dominica · Dominicaanse Republiek · El Salvador · Grenada · Guatemala · Haïti · Honduras · Jamaica · Mexico · Nicaragua · Panama · Saint Kitts en Nevis · Saint Lucia · Saint Vincent en de Grenadines · Trinidad en Tobago · Verenigde Staten

Land van het Koninkrijk der Nederlanden: Aruba · Curaçao · Sint Maarten

Nederlands openbaar lichaam: Bonaire · Sint Eustatius · Saba

Frans overzees departement: Guadeloupe · Martinique

Overzees gebied van het Verenigd Koninkrijk: Anguilla · Bermuda · Britse Maagdeneilanden · Kaaimaneilanden · Montserrat · Turks- en Caicoseilanden

Overige gebieden: Amerikaanse Maagdeneilanden · Clipperton · Groenland · Puerto Rico · Saint-Barthélemy · Saint-Martin · Saint-Pierre en Miquelon